# ماریبل
ماریبل (به انگلیسی: Maribelle) با نام اصلی ماری کواکمن (به انگلیسی: Marie Kwakman) (زاده ۴ آوریل ۱۹۶۰) خواننده هلندی است.
او نماینده هلند در مسابقه آواز یوروویژن ۱۹۸۴ بود .